# Lot (Messzeug)
Ein Lot – auch Schnurlot, Senklot, Senkblei oder Richtblei – dient zur Ermittlung der Lotrichtung und Bestimmung der Lotrechten oder Senkrechten. Es wird teilweise als Messgerät angesehen; da es aber keine quantitative Werte liefert, sondern nur eine Gut-/Schlechtaussage, ist es eher ein Indikator.
Ein traditionelles Lot besteht aus einem axialsymmetrischen Metallstück, Blei genannt, das an einer dünnen Schnur befestigt ist. Für höhere Genauigkeiten gibt es eigene Lotinstrumente und für die Messung von Zenitdistanzen die im Theodolit eingebauten Libellen oder den Lotsensor (Kompensator).
Im Bauwesen und bei Renovierungsarbeiten, z. B. Tapezieren, wird die Lotschnur oft mit farbigem Kreidestaub versehen, um durch Anzupfen der gespannten Lotschnur vertikale Linien auf Wänden zu markieren (siehe Schlagschnur).

## Aufbau

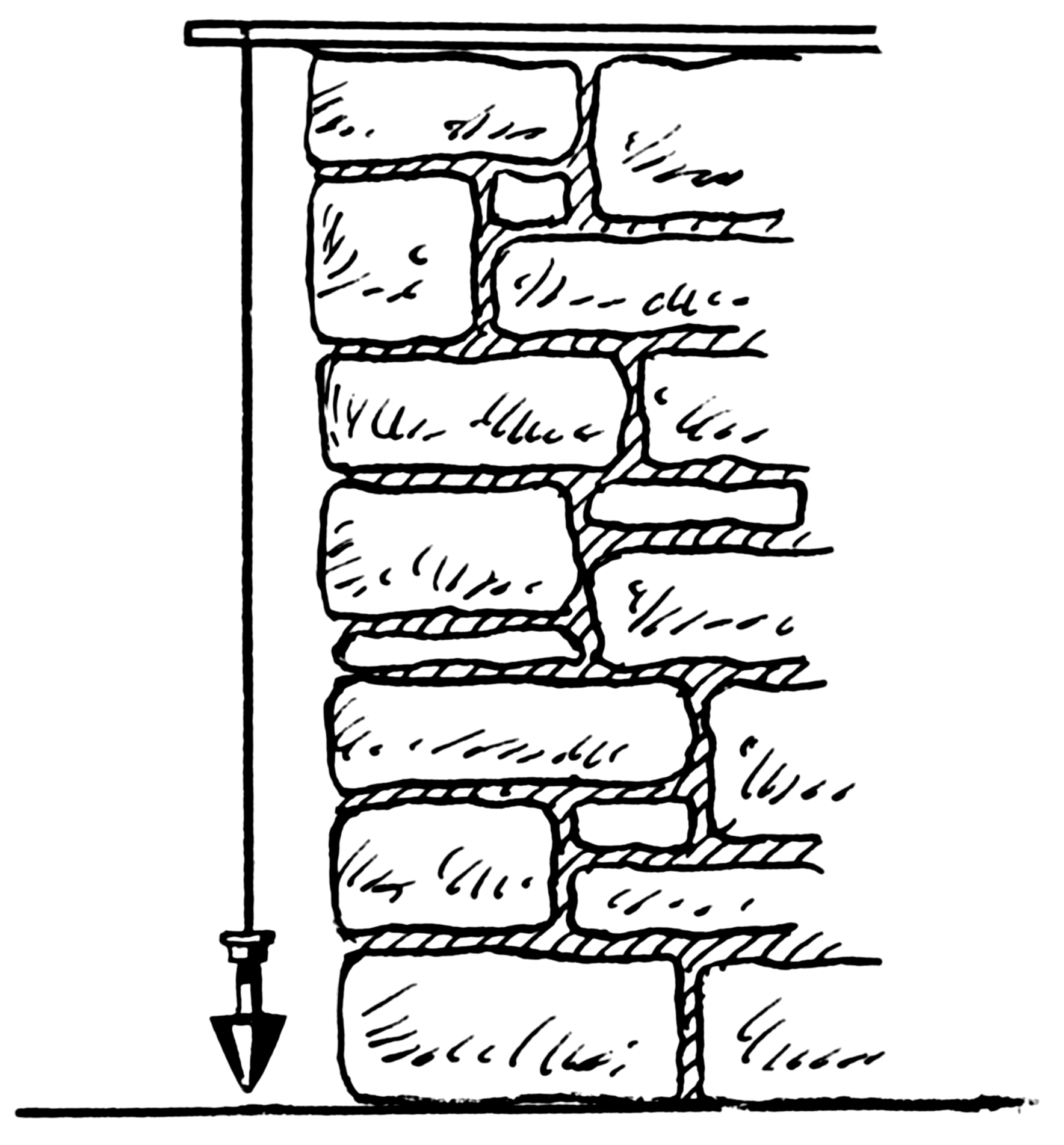
Schnurlot

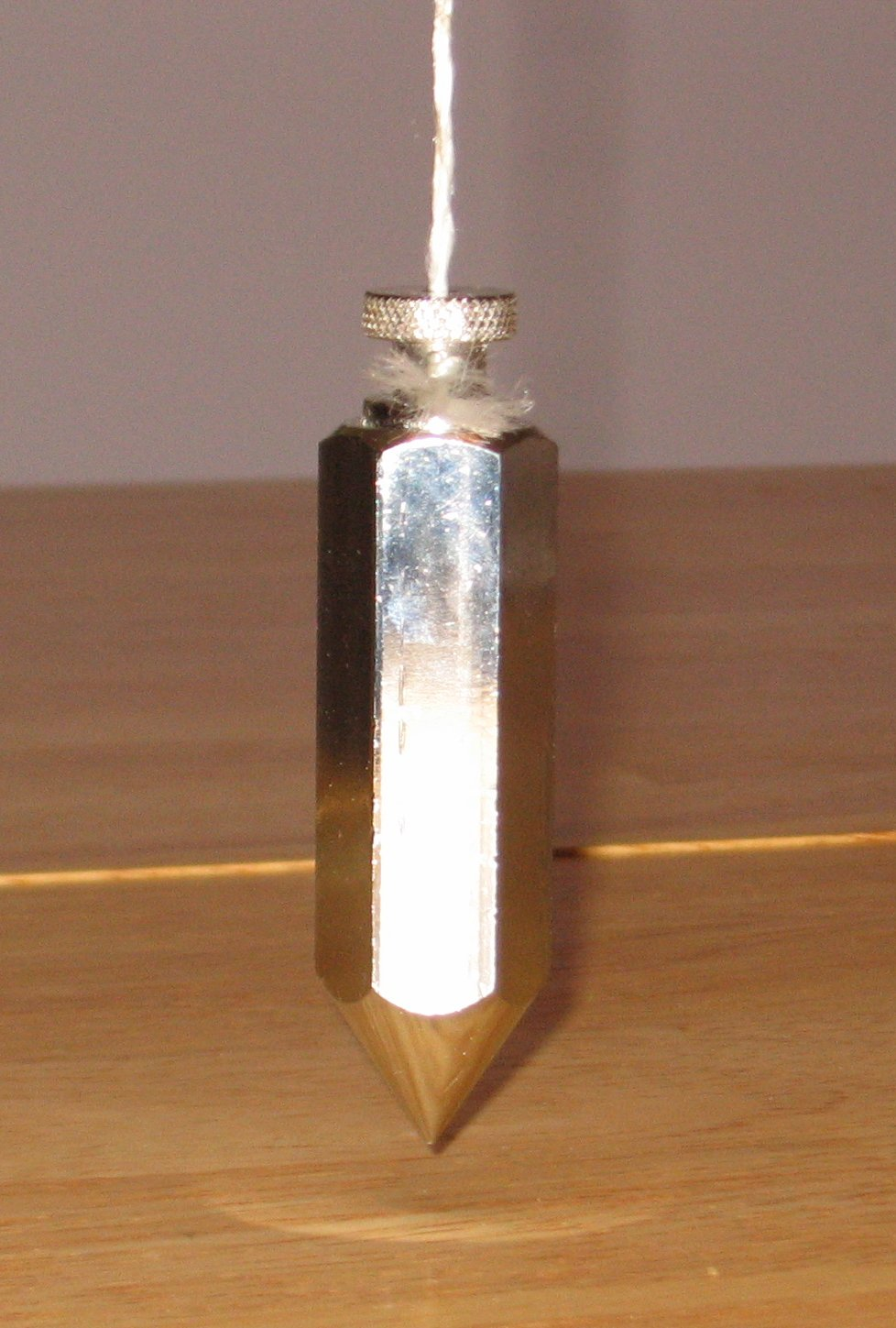
Schnurlot

Das Metallstück ist idealerweise von hohem spezifischen Gewicht („schwer“), es bestand früher aus Blei. Der Grund dafür ist die geringere Empfindlichkeit gegenüber Luftströmungen. Allerdings ist dadurch die Dämpfung einer anfänglichen ungewollten Bewegung des Lots geringer. Der Lotkörper ist zylindrisch oder kegelförmig mit abwärts zeigender Spitze. Die Spitze dient als Zeiger unter dem Befestigungspunkt. Die vom Metallstück stramm gezogene Schnur verläuft exakt entlang der Vertikalen. Mit einem längeren solchen Schnurlot können Fußpunkte „abgelotet“ werden, was aber heute meist optisch erfolgt.

### Geodäsie

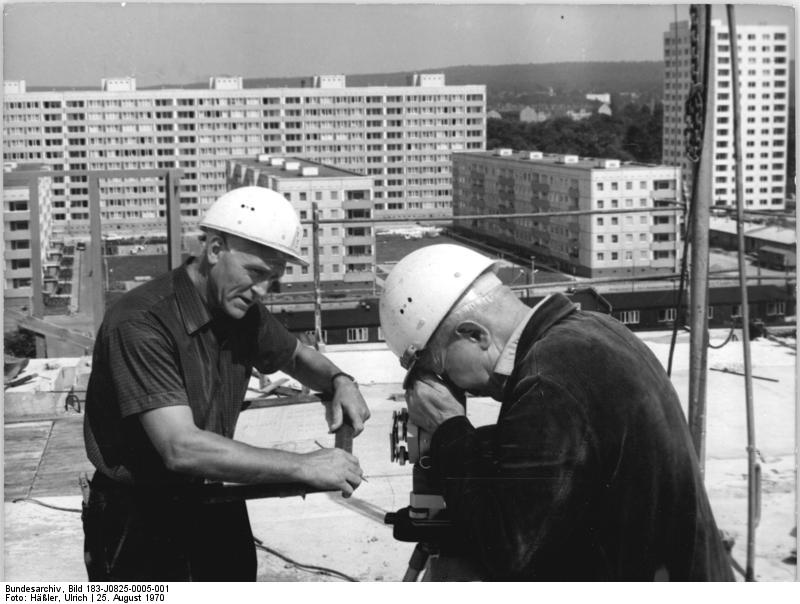
Bauarbeiter mit Nadirlotgerät (optisches Lot)

In der Geodäsie dient das Lot zum zentrischen Aufstellen älterer Theodolite und Fluchtstangen über den Messpunkten, Vermessungs- oder Festpunkten. Neuere Geräte besitzen für diesen Vorgang einen Lotstab, ein optisches Lot oder ein Laserlot.
- Das Schnurlot ist nur noch selten im Gebrauch. Früher wurde es benutzt, um fast alles vom Fluchtstab bis zum Instrumentenstativ lotrecht aufzustellen. Die verwendeten Schnurlote bestehen aus Eisen oder Messing, sind birnenförmig oder länglich sowie 200–500 Gramm schwer und haben eine Lotschnurlänge von etwa 2,5 Metern.
- Das optische Lot ist eine Zusatzeinrichtung zum genauen Zentrieren eines Messinstrumentes über einem Bodenpunkt. Es kann ein selbständiges Instrument oder in einem Dreifuß (Stativ) oder Theodolit eingebaut sein. Eine Zielmarke im Okular des Lots wird an einem Umschaltprisma exakt in die Stehachse des Instruments abgelenkt, mit Hilfe einer Libelle senkrecht gestellt und mit dem Bodenpunkt (oder dem Zenitpunkt) zur Deckung gebracht.
- Das Laserlot ist ein selbständiges Zubehör oder bereits fest im Theodolit eingebaut. Es ersetzt das optische Lot durch einen Laserstrahl. Die Helligkeit des Lasers ist regulierbar.

Die Grobhorizontierung des Instruments erfolgt mit der Dosenlibelle und die Feinhorizontierung mit der Röhrenlibelle oder der elektronischen Libelle.
Zentriergenauigkeiten der einzelnen Lotarten (bei Windstille und 1,5 m Instrumentenhöhe):
- Lotstab: 1,0–2,0 mm
- Schnurlot: 3,0–5,0 mm
- Optisches Lot: < 0,5 mm
- Laserlot: < 0,5 mm (mit einem Laserdurchmesser von 1,5 mm)

Präzisionslote erreichen Genauigkeiten von 1 mm auf 100 m.